# 레그헤모글로빈

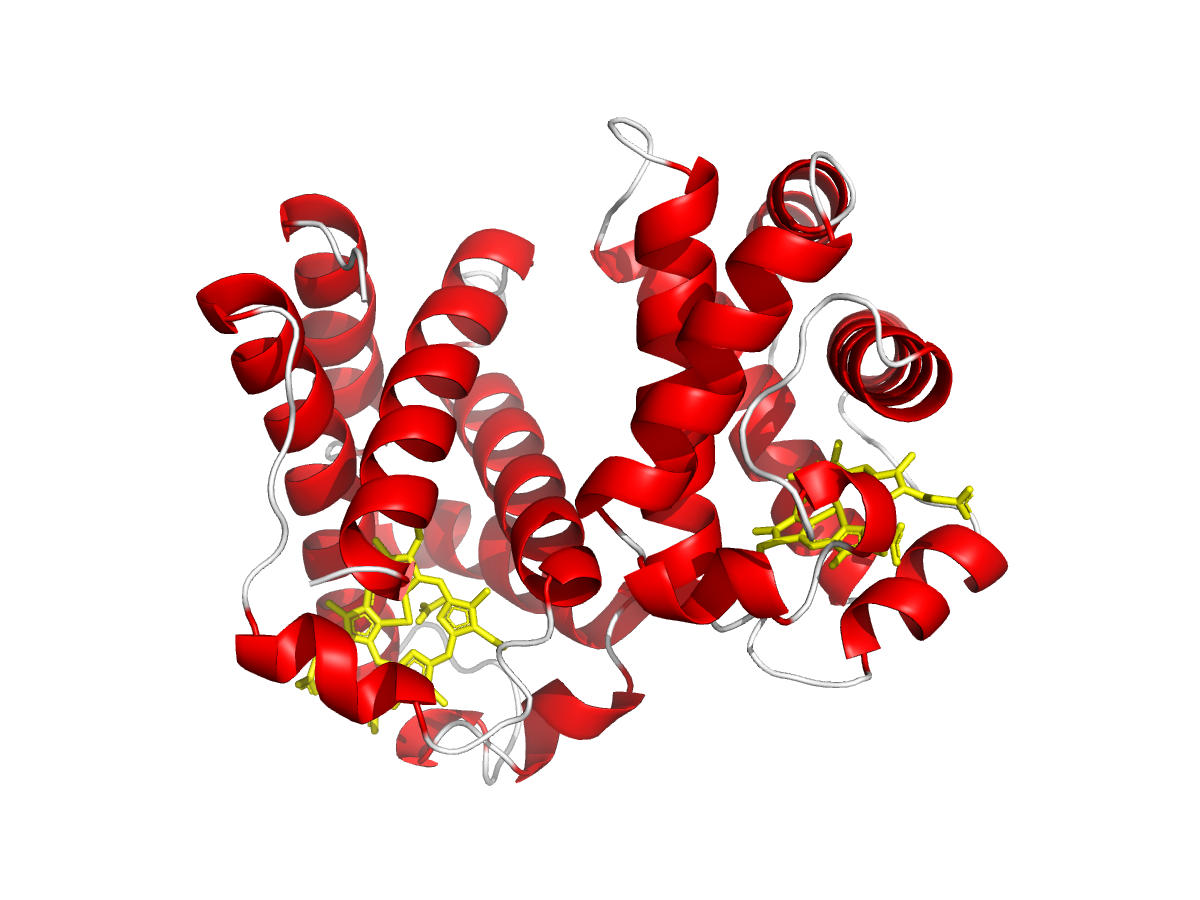
콩의 레그헤모글로빈 A (PDB: 1BIN)

레그헤모글로빈(영어: leghemoglobin)은 콩과 식물의 질소 고정 뿌리혹에서 발견되는 산소 운반 피토글로빈이다. 레고글로빈(영어: legoglobin)이라고도 한다. 레그헤모글로빈은 식물과 세균 사이의 공생 상호작용의 일부로 뿌리에 질소 고정 세균(근류균)이 서식하는 것에 대한 반응으로 이러한 식물에 의해 생성된다. 근류균이 콜로니를 형성하지 않은 뿌리는 레그헤모글로빈을 합성하지 않는다. 레그헤모글로빈은 헤모글로빈과 화학적, 구조적으로 매우 유사하며, 헤모글로빈과 마찬가지로 붉은색을 띤다. 원래 식물의 레그헤모글로빈에 대한 헴 보결분자단은 공생 뿌리혹 내의 세균 공생체에 의해 제공되는 것으로 생각되었다. 그러나 후속 연구에서는 식물 숙주가 뿌리혹 내에서 생합성 유전자를 강력하게 발현하고 이러한 유전자의 활성화가 뿌리혹 발생시 레그헤모글로빈 유전자 발현과 상관관계가 있음을 보여준다.
알팔파나 콩과 같이 근류균이 콜로니를 형성하는 식물의 뿌리혹에 산소가 있으면 대기 중의 질소를 고정하는 효소로 산소에 민감한 효소인 질소고정효소의 활성이 감소한다. 레그헤모글로빈은 뿌리혹의 적절한 기능을 보장하기 위해 감염된 식물 세포의 세포질에 있는 유리 산소의 농도를 완충시키는 것으로 나타났다. 즉, 질소 고정은 에너지 비용이 매우 많이 드는 과정이므로 높은 산소 농도를 필요로 하는 산소 호흡이 뿌리혹 세포에 필요하다. 레그헤모글로빈은 질소고정효소가 기능을 할 수 있을 만큼 낮은 유리 산소 농도를 유지하지만, 산소 호흡을 위해서는 충분히 높은 총 산소 농도(유리 산소 및 레그헤모글로빈에 결합된 산소)를 유지한다.
레그헤모글로빈은 카수아리나속과 같은 방선 식물의 뿌리혹 글로빈도 포함하는 공생 글로빈(영어: symbiotic globin) 부류에 속한다. 카수아리나 공생 글로빈은 레그헤모글로빈과 비공생 피토글로빈-2의 중간체이다.

## 구조

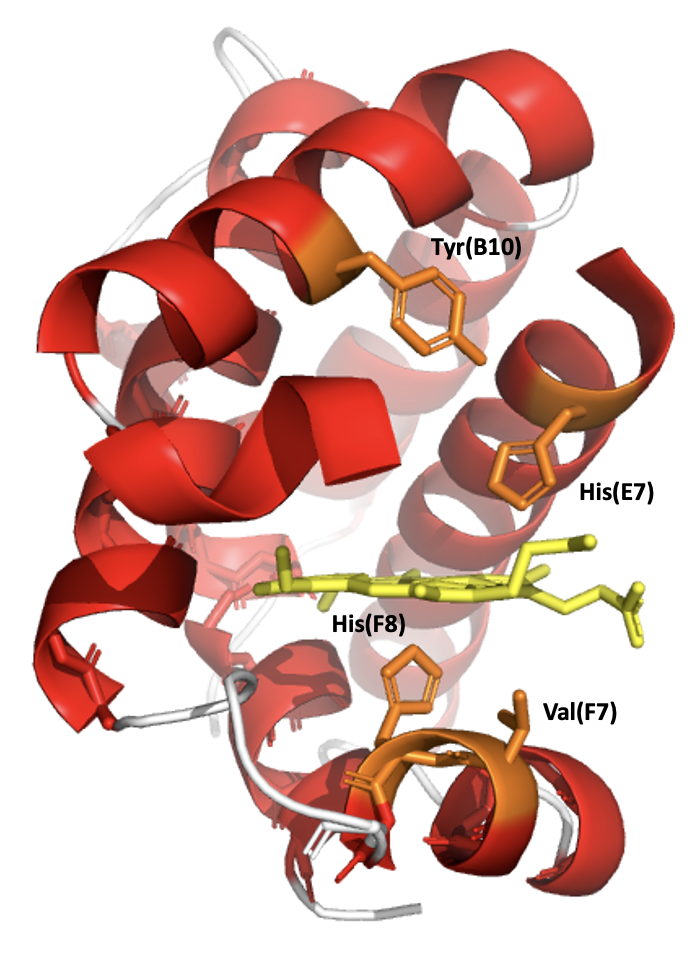
레그헤모글로빈 A (PDB: 1BIN)의 산소 안정화

레그헤모글로빈은 분자량이 약 16 kDa인 단량체 단백질이며 구조적으로 미오글로빈과 유사하다. 하나의 레그헤모글로빈 단백질은 철과 결합된 헴과 하나의 폴리펩티이드 사슬(글로빈)로 구성된다. 미오글로빈 및 헤모글로빈과 유사하게 헴의 철은 생체 내에서 제일철 상태로 발견되며 산소와 결합하는 부분이다. 레그헤모글로빈과 동물 헤모글로빈 사이의 산소 결합 메커니즘의 유사성과 레그헤모글로빈과 동물 헤모글로빈이 공통 조상으로부터 진화해 왔다는 사실에도 불구하고, 이들 단백질 사이의 위치 상의 약 80%에서 아미노산 서열의 차이가 존재한다.
레그헤모글로빈의 산소 결합 친화도는 향유고래의 미오글로빈의 산소 결합 친화도보다 11~24배 더 높다. 친화도의 차이는 두 가지 유형의 단백질 간의 결합 비율이 다르기 때문에 발생한다. 이 현상에 대한 한 기지 설명은 미오글로빈에서 결합된 물 분자가 헴기를 둘러싼 주머니에서 안정화된다는 것이다. 산소가 결합하려면 이러한 물을 옮겨야 한다. 레그헤모글로빈의 유사한 주머니에는 그러한 물이 결합되어 있지 않으므로 산소 분자가 레그헤모글로빈의 헴에 접근하기가 더 쉽다. 레그헤모글로빈은 미오글로빈과 유사하게 산소 해리 속도가 느리다. 미오글로빈 및 헤모글로빈과 마찬가지로 레그헤모글로빈은 일산화 탄소에 대한 친화력이 높다.
대두의 레그헤모글로빈 A의 1차 구조에서는 미오글로빈의 세린(F7)이 있는 자리에 발린(F7)이 발견된다. 근위 히스티딘 곁사슬의 방향을 고정하는 수소 결합이 없으면 이미다졸 고리는 피롤 질소 원자 사이의 엇갈린 입체구조를 차지할 수 있으며 쉽게 헴 평면 위쪽으로 이동할 수 있다. 이는 철 원자의 반응성과 산소 친화도를 크게 증가시킨다. 레그헤모글로빈 A에서 원위 히스티딘 곁사슬은 또한 티로신과의 수소 결합 형성에 의해 결합된 리간드로부터 멀리 회전된다.
헴기는 알려진 모든 레그헤모글로빈에서 동일하지만 글로빈의 아미노산 서열은 세균 균주 및 콩과 식물 종에 따라 약간 다르다. 하나의 콩과 식물 내에서도 레그헤모글로빈의 여러 동질형이 존재할 수 있다. 이들은 종종 산소 친화력이 다르며, 뿌리혹 내의 특정 환경에서 세포의 요구를 충족시키는 데 도움을 준다.

## 주요 기능에 대한 논의
1995년의 연구 결과에 따르면 뿌리혹 세포의 낮은 유리 산소 농도는 실제로 뿌리혹 세포의 낮은 산소 투과성 때문인 것으로 나타났다. 따라서 레그헤모글로빈의 주된 목적은 세포 내 제한된 유리 산소를 제거하고 산소를 세포 호흡을 위해 미토콘드리아로 전달하는 것이다. 그러나 2005년에 과학자들은 레그헤모글로빈이 산소 농도를 완충하고 미토콘드리아에 산소를 전달하는 역할을 한다고 제안했다. 이들의 레그헤모글로빈 녹아웃 돌연변이체에서 질소고정효소의 발현이 되지 않았는데, 이는 아마도 높은 유리 산소 농도에서의 질소고정효소의 분해 때문일 것이다. 이들의 연구는 또한 활성 레그헤모글로빈을 갖는 야생형 뿌리혹 세포에서 더 높은 ATP/ADP 비율을 보여주었는데 이는 레그헤모글로빈이 세포 호흡을 위한 산소 전달에도 도움을 준다는 것을 시사한다.
식물은 공생 헤모글로빈과 비공생 헤모글로빈을 모두 포함하고 있다. 공생 헤모글로빈은 공생 질소 고정(SNF)에 중요한 것으로 생각된다. 콩과 식물에서 공생 질소 고정은 박테로이드 또는 질소 고정 근류균을 포함하는 뿌리혹이라고 불리는 특수 기관에서 일어난다. 공생 레그헤모글로빈을 암호화하는 유전자를 포함하는 결절 특이적 식물 유전자의 유도는 뿌리혹의 발달을 동반한다. 레그헤모글로빈은 나노몰 범위의 유리 산소를 완충하기 위해 질소 고정 전에 감염된 식물 세포의 세포질에 밀리몰 농도로 축적된다. 이는 세포에서 세포 호흡을 위해 충분히 높은 산소 흐름을 유지하면서 산소에 불안정한 질소고정효소의 비활성화를 방지할 수 있다. 레그헤모글로빈은 공생 질소 고정에 필요하지만 외부 질소 고정 공급원이 있는 경우 식물 성장 및 발달에는 필요하지 않다. 레그헤모글로빈은 세포의 높은 에너지 상태를 유지하면서 낮은 유리 산소 농도를 설정하는 데 필수적인 역할을 한다. 이는 효과적인 공생 질소 고정을 위해 필요한 조건이다.

## 기타 식물 헤모글로빈
글로빈은 이후 공생 식물에만 국한되지 않고 많은 식물 분류군에 공통적으로 존재하는 단백질로 확인되었다. 이러한 발견에 비추어, 피토글로빈이라는 용어를 일반적으로 식물 글로빈을 지칭하는 데 사용하는 것이 제안되었다.
피토글로빈은 두 가지 분류군으로 나눌 수 있다. 3/3-접힘 유형은 속씨식물 피토글로빈의 클래스 I 및 클래스 II를 포함하며 모든 진핵생물에 공통적인 유형이다(세균의 플라보헤모글로빈의 수평적 유전자 이동(HGT)). 엄격한 의미에서 레그헤모글로빈은 클래스 II 피토글로빈이다. 2/2-접힘 "TrHb2" 유형은 속씨식물 명명법에서 클래스 III을 포함하여 육상 식물의 조상에 의해 클로로플렉소타(Chloroflexota) (이전 녹만균문)으로부터 획득한 것으로 보인다.

## 상업적 용도
임파서블 푸즈는 육류 유래 헤모글로빈의 유사체로서 식품에 재조합 콩 레그헤모글로빈을 사용하는 것에 대한 승인을 미국 식품의약국(FDA)에 요청했다. 미국 식품의약국의 승인은 2019년 7월에 이루어졌으며, 이의를 제기한 후 2021년 5월 3일에 샌프란시스코 연방 항소 법원에서 승인되었다. 현재 고기의 색, 맛, 질감을 모방하기 위해 제품에 사용되고 있다.

## 같이 보기
- 헤모사이아닌
- 헤모글로빈
- 미오글로빈
- 피토글로빈

## 주해
1. ↑  비영리 옹호 단체인 식품 안전 센터(Center for Food Safety)가 제출한 것이다.

## 더 읽을거리
- Virtanen AI (1948). “Biological nitrogen fixation”. 《Annual Review of Microbiology》 2 (1): 485–506. doi:10.1146/annurev.mi.02.100148.002413. PMID 18122253.
- Taiz, L.; Zeiger, E. (2006). 《Plant Physiology Online》 3판. Sunderland, MA: Sinauwr Associates, Inc. 269쪽. ISBN 978-0-87893-856-8. 2008년 5월 9일에 원본 문서에서 보존된 문서. 2008년 5월 3일에 확인함.
- Impossible Burger’s ‘Secret Sauce’ Highlights Challenges of Food Tech
- Updates FDA Announces Effective Date for Final Rule Adding Soy Leghemoglobin to List of Color Additives Exempt from Certification